# Bosc-Roger-sur-Buchy
Bosc-Roger-sur-Buchy ist eine Commune déléguée in der französischen Gemeinde Buchy mit 709 Einwohnern (Stand: 1. Januar 2022) im Département Seine-Maritime in der Region Normandie. Die Einwohner werden Rogerois genannt.
Die Gemeinde Bosc-Roger-sur-Buchy wurde am 1. Januar 2017 nach Buchy eingemeindet. Sie hat seither den Status einer Commune déléguée. Die Gemeinde Bosc-Roger-sur-Buchy gehörte zum Arrondissement Rouen und zum Kanton Le Mesnil-Esnard (bis 2015: Kanton Buchy).

## Geographie
Bosc-Roger-sur-Buchy liegt etwa 26 Kilometer nordöstlich von Rouen. 
Umgeben wurde die Gemeinde Bosc-Roger-sur-Buchy von den Nachbargemeinden Mathonville im Norden, Bosc-Bordel im Osten, Bois-Héroult im Osten und Südosten, Héronchelles im Süden, Sainte-Croix-sur-Buchy im Südwesten, Buchy im Westen sowie Montérolier im Nordwesten.
Durch die Commune déléguée führt die frühere Route nationale 319 (heutige D919).

## Einwohnerentwicklung
| 1962                      | 1968 | 1975 | 1982 | 1990 | 1999 | 2006 | 2013 |
| ------------------------- | ---- | ---- | ---- | ---- | ---- | ---- | ---- |
| 474                       | 445  | 488  | 556  | 610  | 650  | 703  | 739  |
| Quelle: Cassini und INSEE |      |      |      |      |      |      |      |

## Sehenswürdigkeiten
- Kirche Notre-Dame-de-l'Assomption aus dem 16. Jahrhundert